# 2064 Thomsen
2064 Thomsen је Марсов тројански астероид са пречником од приближно 13,61 .
Афел астероида је на удаљености од 2,897 астрономских јединица (АЈ) од Сунца, а перихел на 1,458 АЈ.
Ексцентрицитет орбите износи 0,330, инклинација (нагиб) орбите у односу на раван еклиптике 5,701 степени, а орбитални период износи 1174,088 дана (3,214 године).
Апсолутна магнитуда астероида је 13,10 а геометријски албедо 0,054.
Астероид је откривен 8. септембра 1942. године.